# Orgilus brevicaudatus
Orgilus brevicaudatus är en stekelart som beskrevs av Van Achterberg 2000. Orgilus brevicaudatus ingår i släktet Orgilus och familjen bracksteklar. Inga underarter finns listade i Catalogue of Life.